# Kanu-Club Mannheim
Der Kanu-Club Mannheim ist ein Kanusportverein in Mannheim, der seine größten Erfolge in den 1960er-Jahren feierte und heute hauptsächlich im Freizeitsport aktiv ist.

## Geschichte

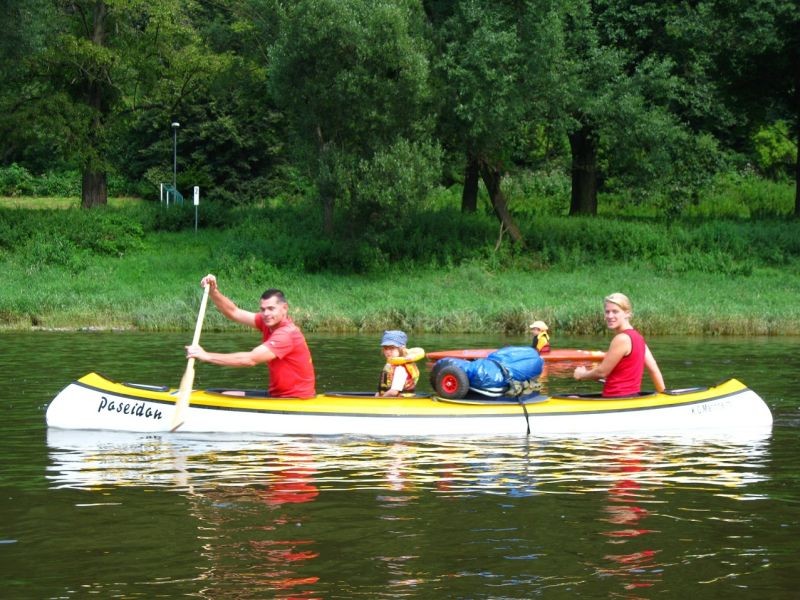
Kanuwandern

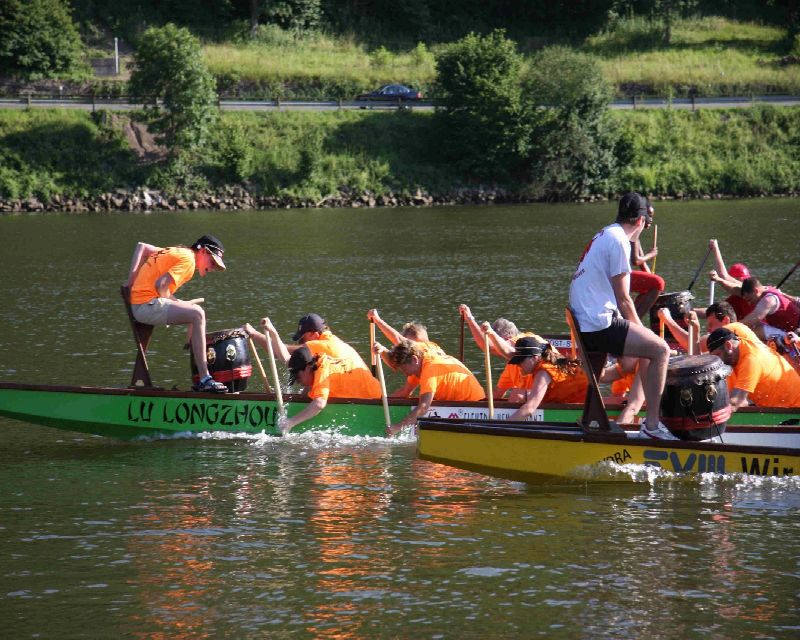
Drachenbootsport

Der Verein wurde am 11. März 1926 gegründet. Seine erste Bootsunterkunft hatte der Verein in der Kegelbahn der Gaststätte „Brüchele“ in der Windeckstraße. Schon bald wurden zwei Hallen der alten Pechfabrik hinter dem Pfalzplatz gemietet und als Bootshallen eingerichtet. Im Jahre 1932 konnte das alte Pulvermagazin im Schlossgarten erworben werden. Dieses wurde mit der Zeit zu einem geräumigen Bootshaus mit 250 Bootsplätzen ausgebaut. An den Seiten wurden je zwei hölzerne Bootsschuppen angebaut. Als Jugendraum diente ein alter Eisenbahnwaggon. 1944 wurde das Bootshaus bei zwei Fliegerangriffen mit allen Booten und Sportgeräten restlos zerstört. 1946 konnte aber bereits wieder mit dem Bau des heutigen Bootshauses begonnen werden. Im Jubiläumsjahr 1951 standen bereits wieder drei Bootshallen mit 60 Bootsplätzen zur Verfügung. Nach zwölfjähriger Bauzeit wurde das heutige Bootshaus 1958 fertiggestellt.

## Erfolge
Ende der 1960er Jahre war der Kanu-Club Mannheim im Canadiersport sehr erfolgreich. So wurden folgende Vereinsmitglieder im Zweier-Canadier über 500 Meter und 1000 Meter Deutsche Meister:
- 1967 und 1968 – Roland Kapf / Klaus Lewandowsky,
- 1970 – Heinz Hägele / Herrmann Glaser.

Die deutschen Meisterschaften über 10.000 Meter in derselben Bootsklasse konnte der Verein zwischen 1967 und 1970 viermal in Folge gewinnen, in den Besetzungen
- 1967 und 1968 – Roland Kapf / Klaus Lewandowsky,
- 1969 und 1970 – Heinz Hägele / Herrmann Glaser.

Die deutschen Meisterschaften im Achter-Canadier konnte der Verein von 1968 bis 1970 dreimal in Folge für sich entscheiden, im Folgejahr belegten die Sportler Glaser, Schmidt, Hägele, Urhahn, Kiefer, Feldmann, Schmidt, König, Stm. Bonnerewitz Platz 3.
Bei den Olympischen Sommerspielen 1968 in Mexiko nahm das Duo Roland Kapf / Klaus Lewandowsky teil und erreichte im Finale im Zweier der Herren über 1000 Meter den 7. Platz.

## Aktuell
Der Verein bietet derzeit Angebote in den Sportarten Drachenboot, Outrigger, Kanupolo, Wildwasserpaddeln, Kanuwandern und Gymnastik. Diese werden größtenteils als Freizeitsport durchgeführt.